# 呂國銓
呂國銓，字保全，號正崇(1903年—1983年)，中華民國軍事人物，中華民國陸軍中將，抗戰期間指揮隸屬於中國遠征軍的國民革命軍第六軍第93師入緬作戰，戰果輝煌。

## 生平
祖籍廣西陸川，幼年時隨父母遷居容縣。先後畢業於容縣中學及黃埔軍校第二期，曾參與國民革命軍東征及國民革命軍北伐。剿共戰爭期間，四次參與圍剿江西共軍，皆遭逢失敗，決定帶職就讀陸軍大學進修。
1942年以第六軍第93師長身分，率軍入緬參與緬甸戰役，擊潰進犯緬甸、雲南的泰军。
1945年奉命來到寮國萬象（今譯為永珍）接受日軍投降，並幫助寮國獨立。第二次国共内战期間隨軍入緬，成為“泰緬孤軍”主要將領之一，1951年4月11日，擔任雲南反共救國軍副總指揮，同年4月22日至7月8日間參與李弥反攻云南战役。1951年年7月，李弥以李國輝、呂國銓、廖蔚文分兵三路，发起第二次反攻云南战役，被共軍擊敗，退回緬甸。
後來臺，1983年8月於臺北市過世。